# Comas Sola (cratera)
Comas Sola é uma cratera marciana. Tem como característica 127 quilômetros de diâmetro. O seu nome é em homenagem a José Comas y Solá, um astrónomo espanhol, nascido na Catalunha.